# أحمد شفيق
الفريق / أحمد شفيق (25 نوفمبر 1941) هو رئيس مجلس وزراء مصر الأسبق خلال الفترة (29 يناير 2011 - 3 مارس 2011)، شغل قبل رئاسة مجلس الوزراء منصب قائد القوات الجوية المصرية خلال الفترة (7 أبريل 1996 - 1 مارس 2002) ووزيرًا للطيران المدني خلال الفترة (12 مارس 2002 - 29 يناير 2011).
تخرج من الكلية الحربية دفعة 1961م وعمل ضابط طيار بسلاح الجو، وشارك في حرب اليمن وحرب 1967 وحرب الاستنزاف وحرب 6 أكتوبر 1973م. ترشح كمستقل لانتخابات الرئاسة المصرية 2012، ولكن لجنة الانتخابات استبعدته بموجب قانون مباشرة الحقوق السياسية المعروف باسم قانون العزل السياسي الذي صدّق عليه المجلس العسكري يوم 24 أبريل 2012، ثم أعادته بعد يومين بعد أن طعن أمام اللجنة على القانون مستنداً إلى أن القانون الجديد غير دستوري. خسر الانتخابات بعد خوض جولة الإعادة أمام محمد مرسي مرشح حزب الحرية والعدالة الذراع السياسي للإخوان المسلمين، ثم اتجه بعدها مباشرة إلى الإمارات ليشغل منصب المستشار السياسي لرئيس الدولة الشيخ خليفة بن زايد آل نهيان. أعلن نيته الترشح للانتخابات الرئاسية 2018، إلا أنه تراجع عن ذلك عقب ترحيله إلى مصر بعد تهديد السلطات له وفقًا لنيويورك تايمز.

## النشأة والتعليم
ولد في حي مصر الجديدة بالقاهرة في 25 نوفمبر 1941، كان والداه أعضاء بارزين في المجتمع المصري، مع والده محمد شفيق زكي وكيل وزارة الري ووالدته نجا. علوي، كونها ابنة طبيب عيون مشهور. بعد أن أكمل تعليمه في مدرسة هليوبوليس الثانوية، التحق بالأكاديمية الجوية المصرية حيث تخرج منها عام 1962 عن عمر يناهز 21 عامًا وأصبح عضوًا في القوات الجوية المصرية. في وقت لاحق من حياته المهنية.

## مشواره المهني

### التأهيل العلمي
عام 1961 تخرج من الكلية الجوية، عمل بعدها كطيار في القوات الجوية المصرية. وشارك في حربي الاستنزاف أكتوبر[هل المصدر موثوق به؟]. وحصل على زمالة كلية الحرب العليا من أكاديمية ناصر العسكرية العليا وزمالة كلية الحرب العليا للأسلحة المشتركة بباريس ودكتوراه الفلسفة في الإستراتيجية القومية للفضاء الخارجي. وبالفترة من عام 1984 إلى عام 1986 عمل في سفارة مصر بإيطاليا كملحق عسكري. في عام 1991 عُيِّن رئيسًا لأركان القوات الجوية المصرية، وفي أبريل من عام 1996 عُيِّن قائدًا للقوات الجوية، واستمر في هذا المنصب مدة 6 سنوات، وهي تعتبر أطول فترة لقائد القوات الجوية في مصر، وبعد تركه لمنصبه في عام 2002 عُيِّن وزيرا للطيران المدني.
وقد برز اسمه من بين الأسماء المرشحة لخلافة محمد حسني مبارك برئاسة مصر، وظهر ذلك بصحيفة وال ستريت جورنال في تقرير لها تحت عنوان «منافس جديد يبرز في مصر» نشرته في ديسمبر من عام 2010.
والده هو المهندس محمد شفيق وكيل وزارة الري المصرية. وزوجته عزة ابنة توفيق عبد الفتاح الوزير الأسبق للشؤون الاجتماعية والعمل. وله ثلاث بنات: شيرين ومي وأميرة.
وطوال هذه الفترة حصل الفريق أحمد شفيق علي:
- درجة الماجستير في العلوم العسكرية وزمالة كلية الحرب العليا من أكاديمية ناصر العسكرية العليا
- زمالة الأسلحة المشتركة من كلية الحرب العليا بباريس
- زمالة كلية الدفاع القومي من أكاديمية ناصر العسكرية العليا
- دورة كبار القادة من أكاديمية ناصر العسكرية العليا
- درجة الدكتوراه في الاستراتجية القومية للفضاء الخارجي
- العديد من الدورات والتدريبات الأكاديمية والمتخصصة علي المستوي الوطني والعالمي

### مهنة عسكرية
كضابط شاب، خدم شفيق كطيار مقاتل من طراز ميج 19 وميج 21 وتم تعيينه لاحقًا كقائد سرب جوي مقاتل. خلال حرب الاستنزاف (1967-1970)، رأى شفيق الخدمة النشطة كقائد للجناح متعدد المهام. بعد ذلك، تولى منصب قائد قاعدة جوية.
أثنا حرب أكتوبر 1973، كان شفيق طيارًا حربيًا بارزًا تحت قيادة قائد القوات الجوية حسني مبارك. أسقط شفيق طائرتين إسرائيليتين خلال الحرب في 14 أكتوبر 1973.
خلال 40 عامًا من الخدمة في القوات الجوية المصرية كطيار مقاتل، طار عبر عدة أنواع من الطائرات المقاتلة بما في ذلك ميج 17 وميج 19 وميج 21 وداسو ميراج 2000؛ كما عمل كقائد جناح للفريق البهلواني للقوات الجوية المصرية. كما أنه مؤهل تمامًا على طراز إف-4 فانتوم الثانية الأمريكية الصنع وجنرال دايناميكس إف-16 فايتينغ فالكون.
في عام 1984، تم تعيين شفيق ملحقًا عسكريًا بالسفارة المصرية بروما. واستمر في هذا المنصب حتى عام 1986. وفي عام 1986 تمت ترقيته إلى رتبة كومودور جوي وأصبح قائدًا لمجموعة وقاعدة ميغ 21 الجوية. أثناء أعمال شغب التجنيد الإجباري لقوات الأمن المركزي عام 1986م، أراد الرئيس مبارك أن تسحق القوات المسلحة الثورة. اعتمد على سلاح الجو لتخويف وقصف بعض متمردي قوات الأمن المركزي في القاهرة وصعيد مصر. وكان القائد المكلف بالتنفيذ الفعلي للعملية هو العميد / العميد الجوي أحمد شفيق كنائب لرئيس العمليات (مقاتلة - قاذفة) للمنطقة الجوية المركزية. من عام 1988 إلى عام 1991، شغل شفيق عدة مناصب قيادية عسكرية عليا قبل أن يتم تعيينه قائداً لإدارة العمليات الجوية.
في سبتمبر 1991، تم تعيين شفيق رئيسًا لأركان القوات الجوية، وشغل هذا المنصب حتى أبريل 1996، عندما أصبح قائدًا للقوات الجوية المصرية. في عام 2002 استقال من الخدمة العسكرية وخلفه رئيس أركانه المشير الجوي مجدي جلال شعراوي.

### العمل السياسي
بعد تقاعده من سلاح الجو، أصبح شفيق وزيرا للطيران المدني في 18 سبتمبر 2002، بعد فترة قصيرة من تشكيل الوزارة. بينما كان وزيرا للطيران المدني، أشرف على التحسينات في مصر للطيران وساعد في بناء مبنى ثالث جديد في مطار القاهرة الدولي والذي تم الانتهاء منه في عام 2008 وافتتح للعمليات التجارية في 27 أبريل 2009. واستمر في المنصب. حتى خلف أحمد نظيف رئيسًا لوزراء مصر في 29 يناير 2011.
خلال الثورة المصرية عام 2011، عين الرئيس حسني مبارك شفيق رئيسًا للوزراء في 29 يناير 2011. كانت فترة شفيق كرئيس للوزراء قصيرة الأجل، واستمرت أكثر من شهر بقليل، بعد استقالته. 3 مارس بسبب ضغوط من المتظاهرين والمعارضة. كانوا قد اعترضوا على بقاء شفيق كرئيس للوزراء، لأنه كان يُنظر إليه على أنه أحد حراس مبارك القدامى وأحد رموز الحكم العسكري الموجود منذ ثورة 23 يوليو 1952. يُزعم أن شفيق كان عضوًا في المجلس الأعلى للقوات المسلحة الذي تولى السلطة بعد رحيل مبارك في 11 فبراير 2011، على الرغم من أن التقارير الأولية تعكس فقط فهمًا ضعيفًا لتكوين المجلس الأعلى للقوات المسلحة بعد سقوط مبارك مباشرة. خلف عصام شرف شفيق بعد تنحيه.
استقال شفيق من منصبه بعد يوم واحد من مقابلة مثيرة للجدل على قناة ONTV الفضائية المصرية واجه فيها علاء الأسواني مؤلف رواية عمارة يعقوبيان في برنامج ريم ماجد الحواري بلدنا بالمصري. انتقد الأسواني بشدة شفيق خلال البث، وهو ما يمثل واحدة من أولى الانتقادات العلنية المتلفزة لمسؤول حكومي رفيع المستوى في التاريخ المصري. قال الأسواني ذات مرة عن شفيق: «لو كان ابنك من الذين دهستهم سيارات الشرطة لما صمتت هكذا». علاوة على ذلك، اتهم الأسواني شفيق بأنه من بقايا النظام الذي كافح المصريون لإسقاطه، وأنه غير لائق لتمثيل المصريين في حقبة ما بعد الثورة.
في أغسطس 2013، صرح المفاوض الإسرائيلي السابق يوسي بيلين أن مسؤولًا مصريًا أخبره أن النتائج الحقيقية للانتخابات كانت لصالح شفيق، لكن الجيش أعطى الرئاسة لمحمد مرسي خوفًا من الاضطرابات.

### رئاسة الحكومة
في يوم 29 يناير 2011 كلفه الرئيس محمد حسني مبارك بتشكيل حكومة جديدة بعد استقالة حكومة أحمد نظيف كمحاولة لتخفيف حركة المظاهرات والاحتجاجات الشعبية الواسعة. وبعد تنحي الرئيس مبارك عن الحكم وتسلّم المجلس الأعلى للقوات المسلحة للسلطة في 11 فبراير سقطت حكومته، إلا أن المجلس الأعلى قرر استمرار عمل حكومته لتسيير الأعمال وذلك حتى يتم تشكيل حكومة جديدة. وفي يوم 3 مارس 2011 تقدم باستقالته للمجلس الأعلى للقوات المسلحة الحاكم وذلك قبل يوم واحد من مظاهرات مليونية دعت لها عدة حركات شبابية على رأسها الإخوان المسلمين في مصر حركة شباب 6 أبريل وائتلاف شباب الثورة من أجل الإطاحة بحكومته والتي اعتبروها من بقايا نظام مبارك.

## انتخابات الرئاسة

### انتخابات 2012

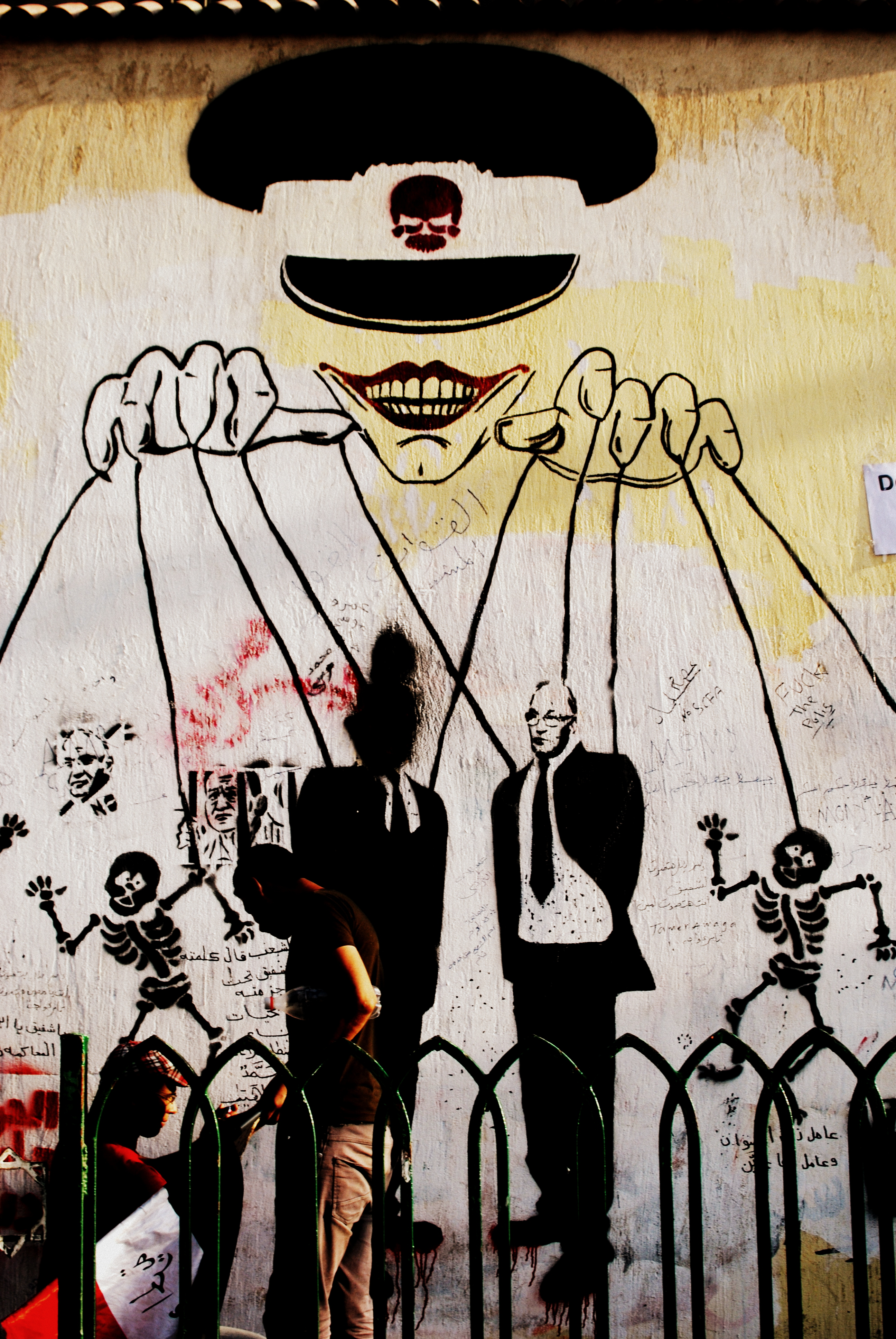
جرافيتي مناهض لترشح شفيق.

أعلن أحمد شفيق في نوفمبر 2011 ترشحه للانتخابات الرئاسية المصرية. وفي 24 أبريل 2012 قررت لجنة الانتخابات الرئاسية المصرية استبعاده من قائمة المرشحين تطبيقاً لقانون العزل السياسي الذي أقره المجلس العسكري في وقت سابق من نفس اليوم. ثم أعادته بعد يومين بعد أن طعن أمام اللجنة على القانون مستنداً إلى أن القانون الجديد غير دستوري.
وجهت له اتهامات بالفساد بعد إعلانه الترشح للانتخابات الرئاسية. فقد تقدم عدد من العاملين بوزارة الطيران المدني وشركة مصر للطيران في 12 مايو 2012 بأربع وعشرون بلاغًا إلى النائب العام يتهمونه بإهدار المال العام في مشروع تجديد مطار القاهرة الذي بلغت تكلفته 3,3 مليار جنيه بقروض من البنك الدولي، ومحاباة علاء وجمال مبارك الشريكان في شركة موفنبيك[ ؟ ]. كما اتهمه عصام سلطان النائب بمجلس الشعب المصري ببيع 40 ألف فدان و 38 متر تقع على البحيرات المرة لنجلي الرئيس آنذاك، محمد حسني مبارك، بسعر أقل من سعرها الحقيقي. نفى شفيق اتهام سلطان ووصفه أنه «يحمل مغالطات وغشا وتدليسا»، كما هاجم شفيق سلطان واتهمه بأنه كان مندوبا لجهاز أمن الدولة لنقل معلومات عن الحركات الاحتجاجية المعارضة للنظام.
نجح شفيق في حصد نحو 24% من أصوات الناخبين ليخوض جولة إعادة مع مرشح حزب الحرية والعدالة وجماعة الإخوان المسلمين محمد مرسي الذي حاز بدوره على 25% من الأصوات. وفي 24 يونيو، أعلن المستشار فاروق سلطان، رئيس اللجنة العليا لانتخابات الرئاسة فوز منافسه مرسي برئاسة الجمهورية بعد حصوله على 13 مليون و 230 ألف 131 صوت (أي ما يعادل 51.73% من إجمالي الأصوات) فيما حصل شفيق على 12 مليون و347 ألف و380 صوت (أي ما يعادل 48.27%).

### انتخابات 2018
في 29 نوفمبر 2017 أعلن أحمد شفيق نيته خوض الانتخابات الرئاسية، لكن وبعد ساعات قليلة أعلن في بيان مصور بثته قناة الجزيرة أن دولة الإمارات تمنعه من مغادرة أراضيها بعد إعلانه نيته الترشح للرئاسة  وهو ما نفاه وزير الدولة للشؤون الخارجية أنور قرقاش قائلا في سلسلة تغريدات على «تويتر»، إنه لا يوجد عائق أمام شفيق لمغادرة الإمارات، وأن دولة الإمارات «تأسف أن يرد الفريق أحمد شفيق الجميل بالنكران»، لافتا إلى أن الأخير لجأ إلى الإمارات هاربا من مصر بعد إعلان نتائج الانتخابات الرئاسية في العام 2012 وجرى بموجبه ترحيله إلى مصر عوض فرنسا وجهته المرغوبة.
في 2 ديسمبر 2017 أعلن مصدر إماراتي مسؤول أن الفريق أحمد شفيق غادر الإمارات عائداً إلى القاهرة، كاشفاً أن عائلته ما زالت موجودة في الدولة وتحظى برعايتها، في حين قالت محامية أحمد شفيق أنه قد تم القبض عليه وترحيله قسرا إلى مصر، وأعلنت أسرته أنها لا تعلم مكانه وأن الأمن المصري منعهم من لقائه. ، لكن شفيق أجرى بعدها مداخلة هاتفية مع برنامج «العاشرة مساء»، على فضائية «دريم» أكد أنه بخير ويتمتع بكامل حريته قائلا: «جئت من الإمارات في طائرة متميزة أقلعت بي خصيصا وحظيت بكرمهم المعتاد، وأسرتي لا زالت في الإمارات، واليوم ذهب إليهم زملاء من المسؤولين الإماراتيين وعرضوا عليهم كل المساعدات».
في 7 يناير 2018 تراجع أحمد شفيق عن ترشحه معلنا انسحابه من السباق الرئاسي. وفي 8 يناير 2017 نشرت صحيفة نيويورك تايمز مقالا أكدت فيه أن انسحاب المرشح السابق أحمد شفيق قبل يوم من الإعلان عن الانتخابات رسميا كان بناء على تهديدات مارستها الحكومة المصرية من ضمنها تهم فساد وأحكام بالسجن وهو ما أكده محامي الفريق شفيق في تقرير آخر للصحيفة مفندا بذلك جل ادعاأت شفيق السابقة. فيما أكدت نيويورك تايمز امتلاكها لتسجيلات صوتية من ضابط في أحد الأجهزة الأمنية المصرية يدعى أشرف الخولي يوجه عدداً من الإعلاميين لممارسة ضغوطات أمام الرأي العام على المرشح السابق والرئيس الأسبق للقوات الجوية بغية إجباره على الانسحاب من السباق الرئاسي، وهي التسريبات الصوتية التي بثتها بالتوازي قناة الجزيرة وقناة مكملين المعارضة للنظام العسكري الحالي في مصر عبر برنامجها مصر النهاردة للإعلامي محمد ناصر يوم الإثنين 8 يناير 2018 لكل من مفيد فوزي، سعيد حساسين، عزمي مجاهد وغيرهم أثبت صحة تصريحات صحيفة نيويورك تايمز الأمريكية وأججت موجة من الغضب اتجاه عدد من الفنانين والإعلاميين على مواقع التواصل الإجتماعي.
هذا ونفى رئيس الهيئة العامة للاستعلامات المصرية ضياء رشوان تقرير صحيفة نيويورك تايمز الأميركية مؤكدا أنه لا يوجد في المخابرات المصرية شخص يدعى أشرف الخولي، فيما تبنت نيابة أمن الدولة العليا إجراء تحقيق عاجل حول ما نشرته الصحيفة لتضمينها أخباراً من شأنها المساس بالأمن والسلم العام وإلحاق الضرر بالمصلحة العامة للدولة المصرية.

## الأوسمة والأنواط والميداليات
| - وسام الجمهورية العسكري من الدرجة الثانية. - وسام الجمهورية العسكري من الدرجة الأولي. - نوط الشجاعة العسكري من الدرجة الأولي. - نوط التدريب العسكري من الدرجة الأولي. | - نوط الواجب العسكري من الدرجة الأولي. - نوط الخدمة الممتازة. - نوط 25 أبريل. - ميدالية الخدمة الطويلة والقدوة الحسنة. | - وسام عيد الجيش. - وسام الذكري السنوية العاشرة للثورة. - ميدالية العيد العشرين للثورة. - ميدالية 6 أكتوبر 1973. | - وسام تحرير الكويت (كويتي). - وسام تحرير الكويت (سعودي). - ميدالية تحرير الكويت (مصري). - وسام القتال السعودي. |